# HK Tivoli
Hokejski klub Tivoli je nekdanji slovenski hokejski klub iz Ljubljane, ki je bil mladinski podružnični klub za HDD Olimpija Ljubljana do propada leta 2004. V sezonah 1973/74, 1974/75, 1975/76, 1976/77 in 1980/81 je igral v elitni jugoslovanski ligi, kot svojo najboljšo uvrstitev je dvakrat dosegel sedmo mesto. V elitni slovenski ligi je nastopal v sezonah 1999/00, 2000/01, 2001/02, 2002/03 in 2003/04, kot najboljšo uvrstitev pa dvakrat dosegel peto mesto.

## Znameniti hokejisti
- Andrej Brodnik
- Andrej Hočevar
- Aleš Sila
- Srdan Kuret